# Ragno Rosso (personaggio)
Il Ragno Rosso (in inglese Scarlet Spider) è un personaggio dei fumetti, creato da Terry Kavanagh (testi) e Steven Butler (disegni) nel 1994, pubblicato dalla Marvel Comics. La sua prima apparizione avviene in Web of Spider-Man (prima serie) n. 118. Il suo costume è stato disegnato da Tom Lyle. L'identità di Ragno Rosso è stata utilizzata da diversi personaggi: Ben Reilly, Peter Parker (mentre Ben prese il suo posto come Peter in carcere), Joseph "Joe" Wade (un cattivo), un gruppo di tre cloni di Michael "Mike" Ian Van Patrick che lavoravano per l'Iniziativa dei Vendicatori e Kaine.

## Ben Reilly
Ben Reilly è stato il primo Ragno Rosso ed era un clone di Spider-Man creato dallo Sciacallo (Miles Warren). Lo Sciacallo creò il clone per combattere e sconfiggere l'originale Spider-Man, ma dal momento che il clone e Peter condividevano gli stessi ricordi, si confusero nella battaglia. L'originale Peter Parker emerse vittorioso e il clone venne dato per morto e scaricato in una ciminiera di una fabbrica. Riuscì a fuggire e assunse l'identità di Ben Reilly, una combinazione del nome di battesimo di suo zio e il nome da nubile di sua zia. Vagò senza meta per cinque anni prima di tornare a New York City, e si ritrovò ancora una volta ad essere un eroe. Divenne così il Ragno Rosso. Combatté accanto a suo "fratello" Spider-Man, e, dimostratosi essere un grande eroe, Spider-Man gli chiese di vegliare sulla città, mentre lui e sua moglie Mary Jane cercarono di creare una famiglia. Quando il suo nome venne infangato da un secondo, malvagio Ragno Rosso, Ben assunse l'identità di Spider-Man, fino alla sua morte per mano di Norman Osborn. Il suo corpo poi si disintegrò, dimostrando una volta per tutte che Ben era il clone.

## Joe Wade
Joe Wade è stato il secondo Ragno Rosso e l'unico ad essere malvagio nell'utilizzo del nome. Agente sotto copertura dell'FBI, assegnato per indagare sulla seconda Dottor Octopus (Carolyn Trainer), Joe Wade venne scoperto e costretto a subire un innesto di realtà virtuale. Carolyn lo trasformò in un'immagine olografica duplicata del Ragno Rosso, per rovinare il suo nome. Quando il vero Ragno Rosso, Ben Reilly, attaccò il rifugio della Dottoressa Octopus, egli danneggiò la macchina, mentre Joe era ancora all'interno. Il danno alla camera di realtà virtuale fece sì che Joe diventasse un vero e proprio Ragno Rosso, meccanizzato, con poteri incredibili. Come nuovo Ragno Rosso, Joe fu sovrumanamente forte e veloce, con artigli sulla punta delle dita, il potere di sparare ragnatele organiche dai polsi, strisciare sui muri, ed emettere pungiglioni laser dagli occhi. Ci vollero sia Ben Reilly (nelle vesti di Spider-Man) che i New Warriors per fermare il cibernetico Ragno Rosso. In seguito l'FBI lo mise in prigione e lo sottopose a trattamenti medici per rimuovere la tecnologia.

## Scarlet Spiders (Red Team)
Dopo gli eventi della Guerra Civile dei supereroi, gli Scarlet Spiders (Ragni Rossi), un gruppo di tre cloni di Michael Van Patrick, lavorarono per l'Iniziativa dei Vendicatori. I tre, che si identificarono come "Red Team", rispondevano ai nomi di Michael, Van e Patrick, ed avevano una versione avanzata dei poteri di Spider-Man e dell'armatura stark "Iron Spider" che Spider-Man indossava nel periodo pre-Guerra Civile e durante la crisi. Durante la loro prima apparizione si scontrarono con Shocker, Boomerang e Hydro-Man. Quando War Machine entrò in contatto con loro li identificò come gli "Scarlet Spiders", ossia i Ragni Rossi. Dopo la morte per decapitazione di un Ragno Rosso degli Scarlet Spiders, da parte di Michael Van Patrick, i due Ragni Rossi restanti decisero di lasciare l'Iniziativa dei Vendicatori. Il ritorno in scena del gruppo avvenne nella battaglia contro un clone impazzito di Thor.

## Kaine
Il successore nei panni del Ragno Rosso è Kaine, un esperimento fallito, un clone genetico di Peter Parker, creato dallo Sciacallo. Morente fin dal giorno in cui fu creato, Kaine ha vissuto una vita di violenza e malvagità finché l'Uomo Ragno non l'ha guarito, dandogli una seconda chance. Ora Kaine cerca di essere all'altezza del suo retaggio, cercando di redimersi, come il Ragno Rosso. Dopo anni da fuggiasco, si è fatto una nuova vita e dei nuovi amici a Houston, Texas, diventando l'eroe della città. Attualmente milita nei New Warriors assieme a Nova (Sam Alexander), Colibrì (Aracely Penalba), Sun Girl (Selah Burke), Justice (Vance Astrovik), Speedball (Robert Baldwin) e Faria Sar Namora.

## Altre versioni

### Spider-Girl
Nel futuro alternativo del Marvel Comics 2, Felicity Hardy assunse l'identità del Ragno Rosso, sia per essere una partner di Spider-Girl, sia per irritare sua madre, la Gatta Nera Felicia Hardy.

### Scarlet Spider
Nella serie animata "Ultimate Spider-Man" è un clone creato dal dottor Octopus che si unisce alla squadra di Spidey per poi tradirlo. Nonostante questo, si pente, ed aiuta a sconfiggere il nemico di Spider-Man grazie all'affetto che zia May gli avevo mostrato dandogli appunto il nome di Ben, in onore dello zio Ben.